# День Андрія
День Андрі́я (Калита́) — народно-християнське свято, припадає на 30 листопада, вважається днем пам'яті мученицької смерті одного із дванадцяти апостолів Христових — Андрія Первозваного. За церковними легендами, святий проповідував християнство у Скіфії й дійшов аж до Києва, де на одному з пагорбів поставив хрест зі словами: «Чи бачите гори ці? Повірте мені, на них засяє благодать Божа». В цей день гріх щось робити без поважної причини. Дівчата також грішать ворожачи, а хлопці просто відпочивають. В цей день здавна забороняли будь-яку інтелектуальну працю, бо є забобон, що в цей день від цього можна втратити розум.
Це день народного календаря, до якого присвячували Андріївський обряд «Калиту», суть якого полягає в переведенні юнаків і юнок у дорослі вікові класи. День Андрія справді парубоцький день. Як і в значної кількості українських свят, в його обрядах проглядаються дохристиянські традиції.

## Слов'янські обряди
Ще в дохристиянські часи саме в цей період відзначали свято Калити, а християнська доктрина замінила його іменем апостола Андрія Первозваного. Проте традиції залишилися, зокрема, це виражено в т. зв. обрядах Калити, спеціально для яких дівчата випікали коржі, котрі мали назву «калити». Потім із цією обрядовою стравою влаштовували різноманітні ігри та ворожіння.
Існує чимало описаних ворожінь, якими користувалися дівчата на Андрія. Багато з них схожі на ті, які були на Катерини. Потрібно, наприклад, зняти взуття з лівої ноги й почати ним міряти відстань від столу до порогу: та дівчина, яка перша це зробить, першою і вступить в шлюб.
Молодь у цей день влаштовувала різноманітні забави. Основна дія свята — це відкушування «калити». Печиво прив'язують якнайвище попід стелею, а потім хлопці та дівчата з зав'язаними очима мусять дострибнути до нього й відкусити шматок.
Раніше Андріївський обряд складався з прологу та 2-х частин. Пролог — підготовчий період: винаймання хати для вечорниць, приготування ритуальних страв, принесення ворожильних атрибутів і запрошування парубків чи побратимів. Перша частина Андріївського обряду — дівоча, ворожильна; кожна дівчина-учасниця дійства випікала балабушок і клала на ослінчик, супроводжуючи ці дії магічними замовляннями. Чийого балабушка пес з'їдав першим, та дівчина мала першою вступити в шлюб; якщо не вийде, то ще рік дівуватиме.
На Тернопільщині поширені ворожіння — на півневі та курці, відгадування предметів із зав'язаними очима, сіяння конопляного насіння довкола хати, запалювання ниток, виливання води на гарячий віск тощо.
Друга частина Андріївського обряду — прихід до хати парубків із подарунками. Дівчата перешкоджали їхньому приходові: перемотували мотузкою стежку, глузували, згодом запрошували за гостинний стіл. Після вечері тривали комічні ігри та забави. Найпоширеніші були ігри «Калита», «Сповідь», «Пошта», «Каву солодити», «Рвати рожу» та ін. Наприкінці вечорниць дівчата ходили попід вікнами сусідів або родичів, калатали ложками і запитували: «Чи ви є всі?», на що чули відповідь: «Щоб повіддавалися всі!» Прийшовши на своє подвір'я, дівчата зрізали вишневу гілочку і ставили у воду: якщо до Різдва зацвіте, то дівчині щаслива доля на одруження. Парубки після вечорниць робили збитки: виносили на городи січкарні, знімали ворота чи хвіртки й несли на подвір'я майбутніх наречених. Найбільшим бешкетом вважали витягти на дах хати сани або воза. Донині з Андріївських обрядів збереглися дівочі ворожіння та хлопчачі збитки.
Наповнені дохристиянськими обрядами, веселощами й розвагами молоді андріївські, як і катерининські, вечорниці припадали на час Пилипівського посту і, отже, ніякою мірою не відповідали нормам християнської моралі. Спроби духовенства подолати цю народну позацерковну традицію не дали бажаних наслідків. Проте з плином часу вечорниці на Андрія, як і інші свята, поступово втратили магічну функцію й перетворилися на своєрідну забаву, привід, аби зібратися неодруженій молоді.

## Звичаї
До самотньої жінки напередодні свята Андрія пізно увечері сходились дівчата з села, яким уже час під вінець. Гуртом пекли пампушки (їх у селі називають «балабухи»). Кожна дівчина брала пампушку, помічала її і клала на низенького ослона. Потім впускали до хати собаку господарки. Чию пампушку з'їсть першою пес, та дівчина першою і вступить у шлюб.
Обрядовий хліб — калита — нагадує сонце[джерело?], він обов'язково круглий, як сонце, в середині з діркою, до того ж вимазаний медом. Золотий мед, принесений бджолами («божими мухами») також символізував сонце і широко використовувався в цей день. Ним намащували калиту іноді жартуючи, хлопці вмочали пальці в мед і мазали дівчатам вуста, щоб солодкі були. З меду готували та напої на калиту. Варто зазначити, що горілку на молодіжних вечорницях, як правило, не вживали.

## Народні прикмети
- Як ще до цього дня сніг не випав — зима буде теплою, а як з'явився — холодною.
- Якщо напередодні йде сніг, то буде хурделиця цілий тиждень.
- Якщо шумить вода в річці, варто чекати на завірюхи.[2]
- Якщо вугілля в печі у святковий вечір було червоним — очікували холоднечу, якщо було білим — швидку відлигу.[3]

## Приказки
- На Андрія треба кожуха-добродія.
- На Андрія робиться дівицям надія.

## Інші країни

### Шотландія
Вважається, що святкування Святого Андрія як національного свята серед деяких соціальних верств і місцевостей бере початок з часів правління Малкольма III (1058—1093). Вважалося, що ритуальний забій тварин, пов'язаний з Самайном, був перенесений на цю дату, щоб забезпечити виживання достатньої кількості тварин для зими. Проте лише в новіші часи 30 листопада отримало статус національного свята, хоча воно залишається звичайним робочим днем.

#### Банківське свято
У 2006 році шотландський парламент прийняв Закон про банківське свято в День Святого Андрія (Шотландія) 2007, який визначив цей день як офіційне банківське свято. Якщо 30 листопада припадає на вихідні, наступний понеділок стає банківським святом. Хоча це «банківське свято», банки не зобов'язані закриватися (і на практиці працюють як зазвичай), а роботодавці не зобов'язані надавати своїм працівникам вихідний. Так само школи залишаються відкритими.
Університет Сент-Ендрюса традиційно надає цей день всім студентам як вихідний, але це не є обов'язковим правилом.

#### Салтайр
День Святого Андрія є офіційним днем прапора в Шотландії. Правила підняття прапора шотландського уряду встановлюють, що прапор Шотландії (Салтайр або Хрест Святого Андрія) має майоріти на всіх будівлях з флагштоком. До 2002 року шотландський уряд дотримувався днів прапора Великобританії і піднімав Салтайр лише в День Святого Андрія. Правила були оновлені, щоб встановити, що Юніон Джек буде знятий і замінений на Салтайр на будівлях з єдиним флагштоком.
Підняття Юніон Джека над Единбурзьким замком щодня, включаючи День Святого Андрія, викликає гнів серед деяких шотландських політиків та шотландських націоналістів, які стверджують, що 30 листопада натомість має майоріти Салтайр. Однак Юніон Джек піднімається Британською армією в замку, оскільки це офіційне місце підняття прапора Британської армії.

#### Святкування
У Шотландії та багатьох країнах з шотландськими зв'язками День Святого Андрія відзначається святкуванням шотландської культури та традиційної шотландської їжі й музики. У Шотландії цей день також розглядається як початок сезону шотландських зимових фестивалів, що включає День Святого Андрія, Гоґманай та Вечерю Бернса. У місті Сент-Ендрюс та деяких інших шотландських містах проводяться тижневі святкування.

### Барбадос
День Святого Андрія святкується як національний день Незалежності на Барбадосі. Як святий покровитель, Святий Андрій вшановується в деяких барбадоських символах, включаючи хрестоподібне формування Барбадоського герба та колишній Орден Барбадосу, який надавав отримувачам титул Лицар або Дама Святого Андрія.

### Румунія
Існує кілька дохристиянських румунських традицій, пов'язаних з Днем Святого Андрія, деякі з них мають своє походження в римських святкуваннях бога Сатурна, найвідоміше з яких Сатурналії.
Дакійський Новий рік тривав з 14 листопада до 7 грудня; цей період вважався інтервалом, коли час починав свій хід. Один з елементів, що прийшов з римських та фракійських святкувань, стосувався вовків. Протягом цієї ночі вовки можуть їсти всіх тварин, яких захочуть. Кажуть, що вони також можуть говорити, але кожен, хто їх почує, скоро помре. Рано вранці в День Святого Андрія матері йдуть у сад і збирають гілки дерев, особливо з яблунь, груш, вишень та кущів троянд. Вони роблять букет гілок для кожного члена сім'ї. Той, чий букет розквітне до Нового року, буде щасливим і здоровим у наступному році. Найвідоміша традиція, пов'язана з цією ніччю, стосується шлюбу та віщих снів. Неодружені дівчата мають покласти гілочку або галузку солодкого базиліку під подушку. Дівчина скоро одружиться, якщо хтось візьме рослини у її снах. Вони також можуть посадити пшеницю в тарілку і поливати її до Нового року. Чим краще виглядає пшениця в той день, тим кращим буде наступний рік.

### Сербія
У День Святого Андрія 1806 року серби звільнили Белград від османського правління. 12 грудня 1830 року (День Святого Андрія) хатт-і шериф був зачитаний перед зібранням у Белграді. Документ визначив автономію Сербії як частини Османської імперії, а додатковий берат підтвердив князя Милоша як спадкового правителя Сербського князівства. День Святого Андрія був встановлений як День відновлення державності і святкувався під час правління династії Обреновичів до 1903 року.

### Вечір на Святого Андрія
У деяких частинах України, Німеччини, Австрії, Словаччини, Польщі, Росії та Румунії існує забобонне вірування, що ніч перед Днем Святого Андрія особливо підходить для магії, яка відкриває молодій жінці її майбутнього чоловіка або прив'язує майбутнього чоловіка до неї. Вважалося, що цей день був початком найпопулярнішого періоду активності вампірів, який тривав до Передодня Святого Георгія (22 квітня).
У Польщі свято Анджейки відзначається в ніч з 29 на 30 листопада. Традиційно свято відзначали лише неодружені дівчата, хоча сьогодні і молоді чоловіки, і жінки приєднуються до вечірки, щоб побачити своє майбутнє. Головна церемонія включала виливання гарячого воску зі свічки через отвір у ключі в холодну воду.

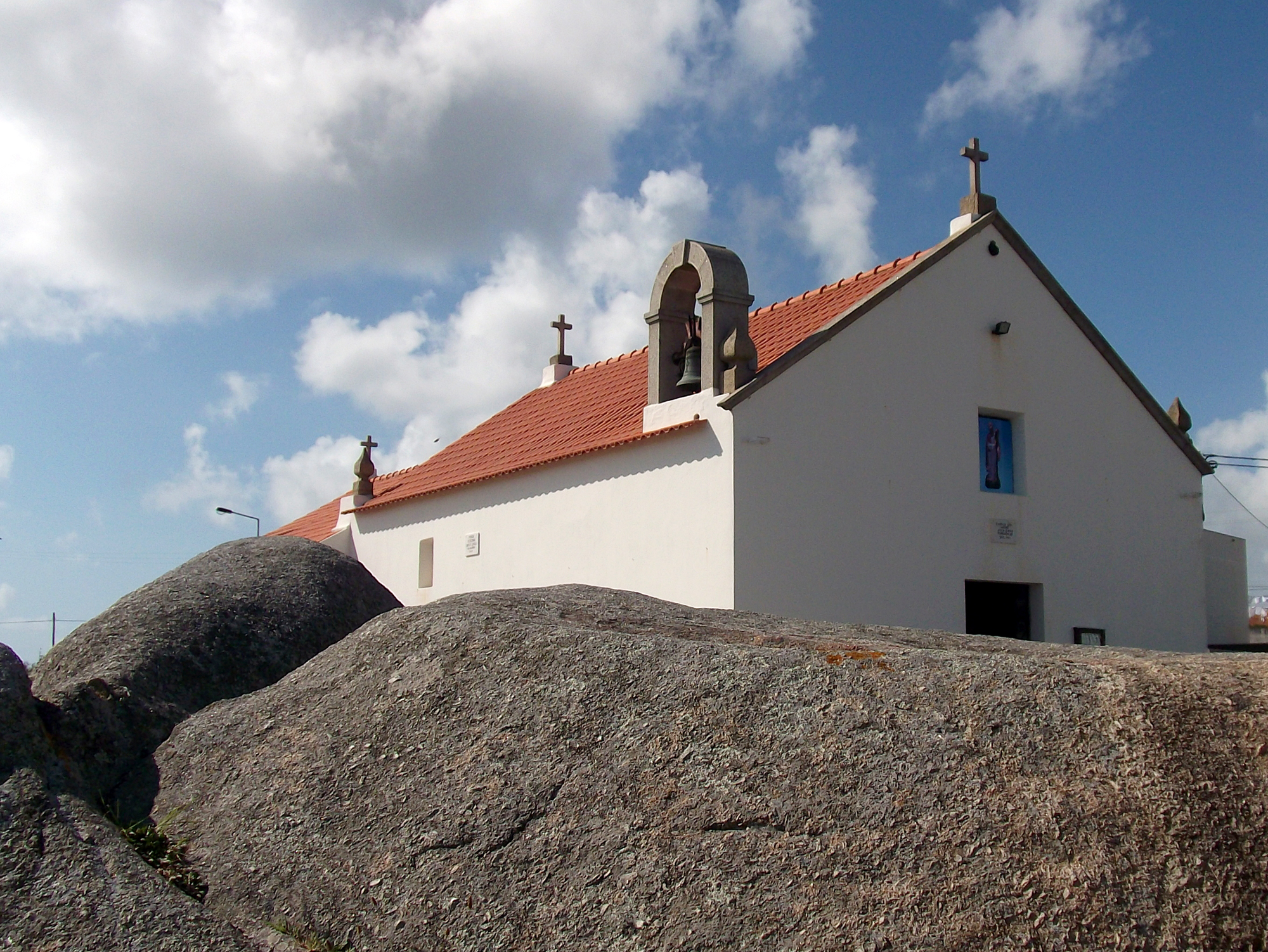
Каплиця Святого Андрія та скелі на мисі Святого Андрія в Повуа-де-Варзін, Португалія. За місцевою міфологією, Святий Андрій ловив душі потонулих у морі та допомагав у рибальстві та шлюбах.

У Румунії молоді жінки за традицією кладуть 41 зерно пшениці під подушку перед сном, і якщо їм сниться, що хтось приходить вкрасти їхні зерна, вони одружаться наступного року. Також в інших частинах країни молоді жінки запалюють великодню свічку і несуть її до фонтану опівночі. Вони просять Святого Андрія дозволити їм побачити їхнього майбутнього чоловіка. До Святого Андрія звертаються, щоб відігнати вовків, які, як вважається, можуть з'їсти будь-яку тварину, яку захочуть цієї ночі, і розмовляти з людьми. Людина, яка почує, як вовк розмовляє з нею, помре. Святий Андрій також є покровителем Румунії та Румунської православної церкви.
У Повуа-де-Варзін, старовинному рибальському місті на півночі Португалії є Мис Санто Андре (португальською Святий Андрій) Біля мису є невеликі заглиблення в скелі, таємничому камені, які люди вважають слідами Святого Андрія. Каплиця Святого Андрія, ймовірно, середньовічного походження, згадується в документах 1546 року та раніших. Це місце поховання потонулих рибалок, знайдених біля мису. Рибалки також просили заступництва святого для кращого улову. Неодружені дівчата, які хотіли шлюбу, кидали маленький камінчик на дах каплиці, сподіваючись, що він там залишиться. Через поганське змішування, воно також асоціювалося з білою магією до сьогоднішнього дня. Було звичним бачити групи рибалок зі світильниками в руках, які здійснювали паломництво до каплиці на мисі вздовж пляжу в переддень Святого Андрія. Вони вірили, що Святий Андрій виловлював з глибин душі потонулих. Ті, хто не відвідував Санто Андре за життя, мали здійснити паломництво як труп.